# Mitologia Batak

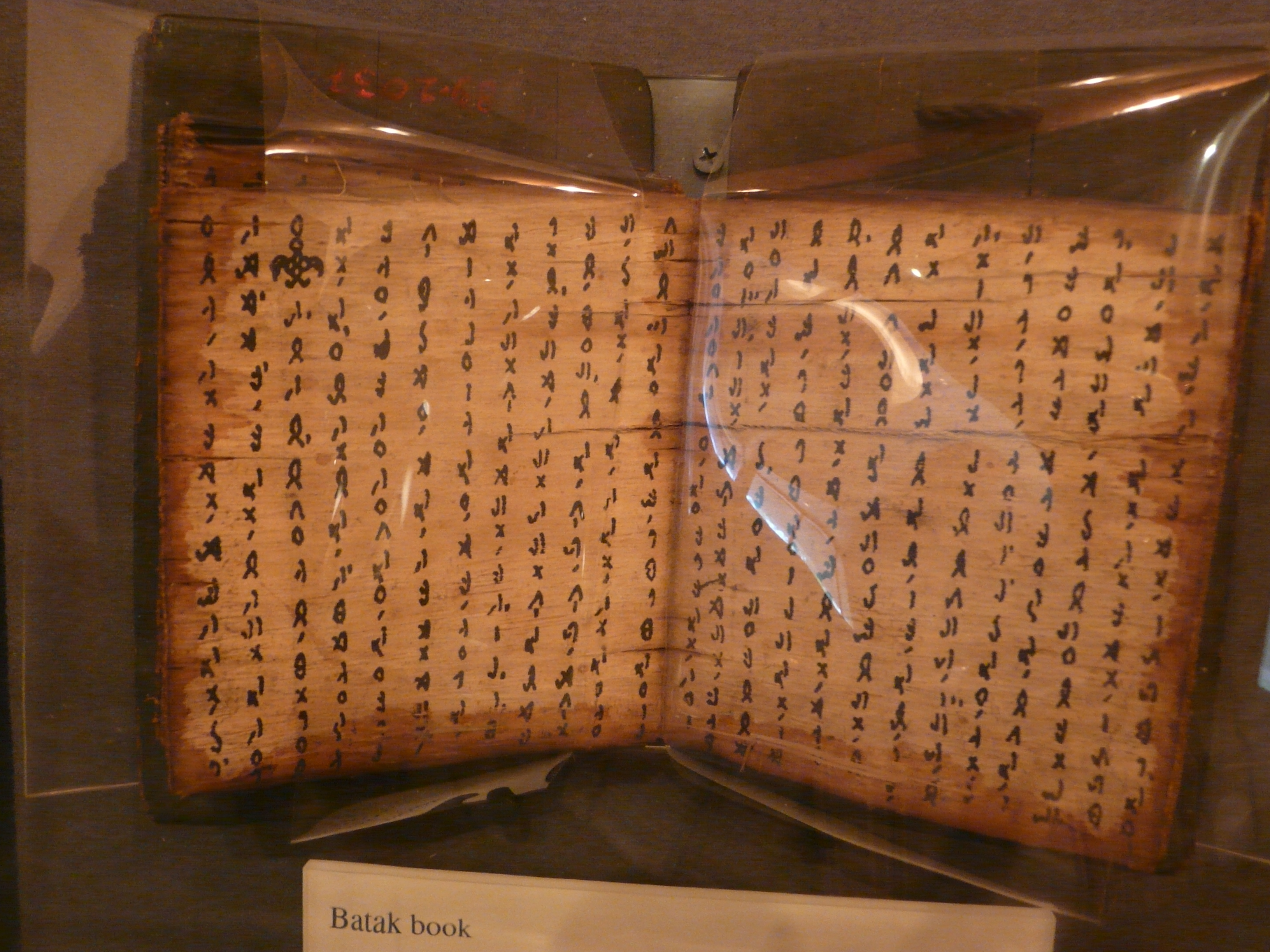
Livro Batak (pustaha) do Robert C. Williams Paper Museum, sobre a arte da adivinhação de uma galinha.

A mitologia Batak é a crença original que uma vez foi adotada pelo povo Batak de
Sumatra Setentrional, Indonésia, nomeadamente antes da chegada das religiões protestantes, católicas ou islâmicas. Existem vários
versões do tarombo (mito dos ancestrais) escritas em pustaha (livros antigos) que os historiadores estudam, mas geralmente se referem às figuras abaixo.
Nessa crença, o deus mais elevado que criou o universo e tudo existente nele foi Debata (Ompung) Mulajadi na Bolon, que reinou no céu. Debata Mulajadi na Bolon era também o governante do mundo médio e o submundo dos espíritos, mas lá ele era chamado por outros nomes. Como o governante do mundo do meio, ele era chamado de Silaon na Bolon, e como o governante do mundo dos espíritos, ele era chamado de Pane na Bolon.
A primeira criação de Debata Mulajadi na Bolon foi Manukmanuk Hulambujati, um frango mágico com garras de bracelete, bico de ferro e brilhantes. Manukmanuk Hulambujati então colocou três ovos, cada um dos ovos deu origem a deuses chamados de Debata Batara Guru, Debata Sorisohaliapan e Debata Balabulan, que foram então invocados uma vez juntos como Debata na Tolu.
Segundo a mitologia, Si Boru Deak Parujar, a filha do deus e governante Debata Batara Guru, foi a primeira criatura celestial que desceu até a terra, nomeadamente numa montanha chamada "Pusuk Buhit". Na terra, Si Boru Deak Parujar se casou com Raja Odapodap, que também veio de um dos ovos mais tarde postos de Manukmanuk Hulambujati. O primeiro filho deles foi moldado como um ovo, não parecido com os seres humanos, então
Debata Mulajadi na Bolon disse-lhes para enterrá-lo, de onde vieram as plantas que se espalharam na superfície da terra. Portanto, as plantas eram vistas como o irmão mais velho dos humanos no mito de Batak. Em seguida, nasceram gêmeos macho-fêmea, chamados Raja Ihat Manisia e Boru Ihat Manisia.